# Джейн Эйр (телесериал, 2006)
«Джейн Эйр» (англ. Jane Eyre) — британская телеэкранизация произведения «Джейн Эйр» английской романистки Шарлотты Бронте. В Великобритании драма транслировалась телеканалом BBC One.
Данная адаптация считается успешной: она получила положительные отзывы критиков, получила ряд премий и номинаций.

## Сюжет
Маленькая Джейн живёт в доме невзлюбившей её тётки — миссис Рид. Повзрослев, девушка отправляется трудиться гувернанткой в поместье Торнфилд-Холл, хозяином которого является мистер Эдвард Рочестер, якобы влюблённый в мисс Бланш Ингрэм.

### Первая серия
Маленькая Джейн Эйр — сирота. Она живёт в доме своего дяди (брата матери), души в ней не чаявшего. Перед кончиной мистер Рид берёт клятвенное обещание у супруги Сары заботиться о Джейн. Но миссис Рид терпеть не может племянницу. Это замечают её дети: Джон, Элиза и Джорджиана, которые всячески стараются испортить жизнь двоюродной сестре.
Джейн остаётся жить в доме дяди, но никакого тепла и заботы со стороны тётки она не получает. В конце концов, «терпение» миссис Рид иссякло и она отправляет ребёнка в женскую школу Ловуд, которая славится своими аскетическими нравами.
Там девочка находит лучшую подругу, однако вследствие пренебрежительного отношения руководства к жизням воспитанниц Элен Бёрнс умирает из-за обычной простуды. Джейн ещё раз задумывается о положении женщины в обществе и стремится стать независимой и самодостаточной девушкой.
Достигнув 19 лет и получив образование, мисс Эйр решает покинуть Ловуд и начать жить самостоятельно. Юная особа пишет объявление о поиске работы. Ответ приходит из некоего имения Торнфилд-Холл, где заинтересованы в вакансии гувернантки, и она отправляется в путь. Её встречает экономка миссис Фэйрфакс, которую Джейн ошибочно принимает за хозяйку поместья. Наставницу знакомят с подопечной — Адель — девочкой-француженкой, тоже сиротой, оставшейся на попечении владельца усадьбы, Эдварда Рочестера. Сам глава дома редко бывает в имении, но вскоре молодая мисс всё же знакомится с ним.
Однажды ночью Джейн просыпается от странных звуков, доносящихся из покоев мистера Рочестера. Гувернантка следует на шум и видит пылающую спальню хозяина…

### Вторая серия
После того как Джейн вовремя спасает Рочестера, она задаётся вопросом, кто поджёг постель и от кого исходили эти загадочные звуки. Её подозрения падают на угрюмую швею Грейс Пул, имеющую доступ к недоступной для остальных северной башне дома.
На следующее утро владелец имения покидает Торнфилд без предупреждения, а возвращается с группой аристократов, в числе которых прекрасная мисс Бланш Ингрэм, давно мечтающая стать миссис Рочестер.
Пока Рочестер отсутствует, приезжает таинственный гость — мистер Мейсон, тут же скрывшийся где-то в доме. Он объявляется лишь ночью, сильно раненный и истекающий кровью. По наказу мистера Рочестера Джейн заботится о Ричарде Мейсоне (действо происходит в северной башне), пока тот ищет доктора. Приглядывая за таинственным «старым знакомым» хозяина, Джейн снова слышит странные пугающие звуки с другой стороны двери…

### Третья серия
К Джейн приезжает старая знакомая — няня из Гейтсхеда Бесси Ли. Бесси сообщает девушке о тяжёлом состоянии миссис Рид и о её просьбе повидаться с Джейн перед смертью.
Даже спустя столько лет тётя испытывает неприязнь к племяннице. Джейн недоумевает и просит назвать причину, по которой родственница ненавидит её. Из разговора ясно, что, как казалось Саре Рид, её муж любил дочь сестры больше собственных детей. Здесь же девушка узнаёт, что у неё есть ещё один дядя, Джон Эйр (брат отца). Однако, тётка в отместку за ещё детские «выходки» Джейн дезинформировала дядю, сказав тому, что маленькая Джейн умерла в школе Ловуд. Мисс Эйр оказалась в состоянии простить такую чудовищную клевету умирающей женщине.
Находясь вдалеке от Торнфилд-Холла, девушка тоскует по имению и его обитателям, ведь поместье стало ей домом, которого она раньше никогда не имела. Однако слухи о свадьбе мисс Ингрэм и мистера Рочестера тревожат её: это значит, что Адель отправят в школу, а гувернантка должна будет покинуть усадьбу. Девушка возвращается в поместье.
Хозяин дома, тоскуя, как и Джейн, ждёт её возвращения. Когда путешественница, наконец, прибывает, Рочестер пытается выведать её чувства — ведь сам он давно и бесповоротно влюблён в неё. Рочестер постоянно дразнит предмет своей любви, чтобы она проговорилась, будто любит не только Торнфилд-Холл, но и самого Эдварда. Он добивается своего. Рочестер делает предложение Джейн, которое та, не веря в своё счастье, принимает.
За несколько дней до свадьбы девушке снится тревожный сон о ложности их счастья. На другую ночь она видит страшную фигуру в белом возле своей постели, а по утру находит фату разодранной в клочья… Рочестер пытается успокоить любимую.
В день свадьбы открывается ужасная тайна: возлюбленный уже женат. Его супруга — Берта Антуанетта Мейсон-Рочестер — обитает в северной башне. Она безумна (в её семье болезнь передаётся по наследству). Чтобы обезопасить её и окружающих, женщину содержат взаперти. Эдвард раскаивается и говорит, что любит Джейн, предлагая жить как брат и сестра. Однако благочестивой девушке претит такая мысль, и ранним утром, пока все обитатели поместья спят, она сбегает…

### Четвёртая серия
На те деньги, что имелись, девушку довезли до середины дороги. Несколько дней Джейн скитается, голодает и ночует под открытым небом — у неё нет ни денег, ни крова.
Наконец, в страшный ливень она в изнеможении падает на ступени некоего дома. Это жилище священнослужителя Сент-Джона Риверса и двух его сестёр, Дианы и Мэри. Здесь несчастная находит пищу, тепло и кров.
Джейн потеряла память. Постепенно память возвращается, но молодая мисс намеренно (дабы неудавшийся супруг не разыскал её) скрывает свою фамилию. Священник даёт ей работу учительницей в сельской школе, от которой та в восторге.
Спустя некоторое время правда выходит на свет. Джейн получает известие о кончине дяди Джона Эйра, который оставляет ей в наследство целых 20 тысяч фунтов. Оказывается, что он приходился дядей и семейству Риверсов. Безумно счастливая Джейн радуется новоиспечённым родственникам и делит наследство на четыре части.
Сент-Джон присматривается к кузине и предлагает ей выйти за него замуж. Всё это он делает, чтобы осуществить свои замыслы: молодой человек готовится отправиться с миссионерской деятельностью в Индию, а лучше всех на роль супруги подходит чистая и непорочная Джейн. Девушка сопротивляется такой идее, но всё же соглашается с ним поехать, не будучи женой. Это не устраивает Риверса, и он почти уговаривает кузину, однако в решающий миг она слышит донёсшийся откуда-то голос Рочестера, зовущий её: «Джейн, Джейн, Джейн».
Возвратившись в Торнфилд, Джейн находит лишь обгоревшие руины. Узнав из рассказа местных, что Берта подожгла дом и выбросилась с крыши, а сам Рочестер искалечен и живёт в другом доме, она отправляется туда. Приехав, девушка застаёт любимого сломленным, ослепшим, в совершенно угнетённом состоянии духа. Через некоторое время Эдвард снова просит её стать его законной женой.
Спустя два года к мужчине частично возвращается зрение, и он наконец может увидеть своего первенца.
В самом конце серии главные персонажи собираются в саду и позируют для семейного портрета.

## В ролях
- Рут Уилсон — Джейн Эйр
- Тоби Стивенс — Эдвард Фэйрфакс Рочестер
- Лоррейн Эшборн — миссис Фэйрфакс
- Косима Литтлвуд — Адель Рочестер
- Эйдан Макардл — Джон Эштон
- Даниэль Пирри — Ричард Мейсон
- Пэм Феррис — Грейс Пул
- Клаудиа Коултер — Берта Рочестер
- Кристина Коул — Бланш Ингрэм
- Франческа Эннис — леди Ингрэм
- Хестер Оджерс — Элен Бёрнс
- Джорджи Хенли — юная Джейн Эйр
- Тара Фицджеральд — миссис Рид
- Кара Хорган — Элиза Рид
- Бетани Гилл — юная Элиза Рид
- Ребека Стетон — Бесси
- Артур Кокс — полковник Дент
- Чарити Уэйкфилд — мисс Темпл (сцена вырезана)
- Джорджия Кинг — Розамунда Оливер
- Аннабель Шоли — Диана Риверс
- Эндрю Бакен — Сент-Джон Риверс

## Награды и номинации 2007 г
| Премия                        | Категория                                                                                | Имя                                       | Результат |
| ----------------------------- | ---------------------------------------------------------------------------------------- | ----------------------------------------- | --------- |
| Золотой глобус                | Премия «Золотой глобус» за лучшую женскую роль — мини-сериал или телефильм               | Рут Уилсон                                | Номинация |
| Прайм-тайм премия «Эмми»      | Премия за лучшую режиссуру мини-сериала, фильма или театральной постановки               | Сюзанна Уайт                              | Номинация |
| Прайм-тайм премия «Эмми»      | Премия за лучший адаптированный сценарий мини-сериала, фильма или театральной постановки | Сэнди Уэлч                                | Номинация |
| Прайм-тайм премия «Эмми»      | Премия за выдающуюся операторскую работу мини-сериала или фильма                         |                                           | Номинация |
| Прайм-тайм премия «Эмми»      | Лучшие костюмы мини-сериала, фильма или театральной постановки                           | «Первая серия» Салли Крис и Андреа Гэйлер | Победа    |
| Прайм-тайм премия «Эмми»      | Outstanding Single-Camera Picture Editing for a Miniseries, Movie or Special             |                                           | Номинация |
| Прайм-тайм премия «Эмми»      | Outstanding Single Camera Sound Mixing for a Miniseries or a Movie                       |                                           | Номинация |
| Прайм-тайм премия «Эмми»      | Лучшие причёски мини-сериала, фильма или театральной постановки                          |                                           | Победа    |
| Прайм-тайм премия «Эмми»      | Лучший арт-режиссёр мини-сериала, фильма или театральной постановки                      |                                           | Победа    |
| Прайм-тайм премия «Эмми»      | Primetime Emmy Award for Outstanding Casting for a Miniseries, Movie, or a Special       |                                           | Номинация |
| Премия «Спутник»              | Лучший мини-сериал                                                                       |                                           | Номинация |
| Премия «Спутник»              | Лучшая актриса — мини-сериала или фильма на ТВ                                           | Рут Уилсон                                | Номинация |
| Премия «Спутник»              | Лучший актёр — мини-сериала или фильма на ТВ                                             | Тоби Стивенс                              | Номинация |
| Премия Гильдии продюсеров США | Лучший телевизионный сериал                                                              |                                           | Номинация |
| Премия Гильдии продюсеров США | Лучший дизайнер по костюмам мини-сериала или телефильма                                  | Андреа Гэйлер                             | Номинация |